# Oliver Burke
Oliver Jasen Burke, född 7 april 1997 i Kirkcaldy, är en skotsk fotbollsspelare som spelar för Werder Bremen och Skottlands landslag.

## Karriär
Den 25 augusti 2017 värvades Burke av West Bromwich Albion, där han skrev på ett femårskontrakt. Redan två dagar senare debuterade Burke i Premier League i en 1–1-match mot Stoke City, där han blev inbytt i den 88:e minuten mot Jay Rodriguez.
Den 5 januari 2019 lånades Burke ut till Celtic på ett låneavtal över resten av säsongen 2018/2019. Den 30 augusti 2019 lånades han ut till spanska Alavés på ett låneavtal över säsongen 2019/2020. I september 2020 värvades Burke av Sheffield United i ett avtal där Callum Robinson gick i motsatt riktning till West Bromwich Albion. Burke skrev på ett treårskontrakt med Sheffield. Den 21 januari 2022 lånades han ut till Millwall på ett låneavtal över restan av säsongen 2021/2022.
I juni 2022 blev Burke klar för tyska Werder Bremen.